# Starostowie szadkowscy
Starostowie niegrodowi szadkowscy w województwie sieradzkim I Rzeczypospolitej.
| 1478–1502 | Jan Koniecpolski herbu Pobóg                          |
| 1502–1547 | Piotr z Mirowa Myszkowski                             |
| 1547–1585 | Stanisław Tarnowski                                   |
| 1585–1588 | Baltazar Lutomierski                                  |
| 1588–1604 | Mikołaj Zebrzydowski herbu Radwan                     |
| 1604–1621 | Jan Zebrzydowski herbu Radwan                         |
| 1621–1639 | Mikołaj z Wielkiego Chrząstowa Wierzbowski            |
| 1639–1640 | Urszula Grudzińska, wdowa po Mikołaju                 |
| 1640–1655 | Władysław Wierzbowski, syn Mikołaja i Urszuli         |
| 1655      | Zygmunt Wierzbowski, brat Władysława                  |
| 1655–1666 | Hieronim Wierzbowski, brat Władysława i Zygmunta      |
| 1666      | Katarzyna z Ginwiłłów Piotrowska, wdowa po Hieronimie |
| 1666–1703 | Stefan Wierzbowski                                    |
| 1703–1716 | Adam Wierzbowski                                      |
| 1716–1725 | Jan Pokrzywnicki herbu Grzymała                       |
| 1725–1744 | Franciszek Pstrokoński herbu Budzisz                  |
| 1744–1755 | Karol Zakrzewski herbu Wizygota                       |
| 1755–1770 | Michał Boksa z Siemikowic Radoszewski herbu Oksza     |
| 1770-17?? | Ignacy z Suchczyc Suchecki herbu Poraj                |
| 17??-18?? | Daniel z Suchczyc Suchecki herbu Poraj, syn Ignacego  |